# Талал I (Йордания)
Талал бин Абдулах е крал на Йордания от 20 юли 1951 до 11 август 1952 г.

## Биография
Талал е роден на 26 февруари 1906 г. в Мека. Възкачва се на престола след като баща му Абдула I пада жертва на атентат в Йерусалим. Без малко жертва на атентата да стане и най-възрастният син на Талал – Хусейн I. Поради лошото си здравословно състояние – боледува от шизофрения – Талал е принуден да абдикира от престола и на трона сяда Хусейн I.
По време на краткото управление Талал успява да наложи либерална конституция в Йордания, по силата на която всеки министър трябва да отговаря за постъпките си пред парламента на кралството.